# Овал (станція метро)
51°28′55″ пн. ш. 0°06′45″ зх. д. / 51.481944° пн. ш. 0.1125° зх. д.
Овал (англ. Oval) — станція відгалуження Кеннінгтон Північної лінії Лондонського метро. Станція розташована у 2-й тарифній зоні, у районі Овал, боро Ламбет, Лондон, між станціями Кеннінгтон та Стоквелл. Пасажирообіг на 2017 рік — 7.36 млн осіб.

## Історія
- 18. грудня 1890: відкриття у складі City and South London Railway під назвою Зе Овал.
- 29. листопада 1923[3]: за для перебудови
- 1. грудня 1924: відновлення.

## Пересадки
- На автобуси оператора London Buses: 3, 36, 59, 133, 155, 159, 185, 333, 415, 436 та нічні маршрути N3, N109, N133, N136, N155[4][5]